# 얼 스미스 (1891년)
얼 레너드 "셰리프" 스미스(영어: Earl Leonard "Sheriff" Smith, 1891년 1월 20일~1943년 3월 13일)는 미국의 프로 야구 선수로, 포지션은 외야수와 3루수를 맡았다. 1916년부터 1922년까지 통산 7시즌 동안 메이저 리그 베이스볼(MLB)의 시카고 컵스, 세인트루이스 브라운스, 워싱턴 세너터스 등지에서 뛰었다.